# Мезенцев Марат Тимофеевич
Мезенцев Марат Тимофеевич (1938—1994) — учёный и педагог, кандидат филологических наук, доцент кафедры теории журналистики Ростовского государственного университета (ныне Южный федеральный университет), член Союза журналистов СССР. Его вклад в изучение литературы, журналистики и творчества Михаила Шолохова неоценим и до сих пор остаётся актуальным.

## Биография
Родился 23 февраля 1938 года в селе Лекарева Николаевской области Украинской ССР в семье военнослужащего. С детства проявлял интерес к литературе. В 1955 году окончил среднюю школу в городе Орджоникидзе (ныне Владикавказ) и начал трудовую деятельность, сменив несколько профессий: работал разнорабочим на Краснодарской табачной фабрике, токарем на заводе «Ростсельмаш» и столяром на ростовской мебельной фабрике имени Урицкого. Эти годы закалили его характер и сформировали профессиональные навыки, которые позже пригодились в научной и педагогической деятельности.
В 1958 году Мезенцев поступил на историко-филологический факультет Ростовского государственного университета, выбрав специализацию по журналистике. После окончания университета по распределению был направлен в газету «Советский Дон», где начал свой профессиональный путь с должности литсотрудника. Благодаря своему трудолюбию, эрудиции и аналитическому мышлению, он быстро продвигался по карьерной лестнице и вскоре стал редактором газеты. В этот период Мезенцев познакомился с Михаилом Шолоховым, который активно участвовал в работе районной газеты. Это знакомство стало важным этапом в жизни учёного, определив направление его дальнейших исследований.
За время работы в газете Мезенцев опубликовал более 70 статей, очерков, репортажей и интервью, посвящённых творчеству Шолохова. Его работы отличались глубоким анализом и оригинальным подходом к изучению произведений писателя. Серия серьезных публикаций была помещена в журнале «Дон» («Большое сердце писателя», 1964; «Шолохов говорит с молодежью», 1965; «Тропами шолоховских героев», 1969 и др.), а затем, позднее — в журнале «Известия СКНЦВШ» — «Вешенская газета как источник творческой биографии М. А. Шолохова» (1975). Интерес к этой теме не ослабевал у М. Т. Мезенцева в течение всей жизни.
В 1967 году Мезенцев поступил в аспирантуру, где продолжил своё образование и начал научную карьеру. После окончания аспирантуры успешно защитил кандидатскую диссертацию в МГУ, а с 1977 г. до конца жизни (1994) он был доцентом кафедры теории журналистики РГУ.
В университете Мезенцев разработал и преподавал ряд учебных курсов, таких как «Литературное редактирование», «Техника производства и оформления газеты» и «Теория и практика печати» (раздел «Очерк»). Кроме того, он вёл разработанные им спецкурсы «Проблемы теории информации» и «Современный очерк», которые пользовались большой популярностью среди студентов. Научные интересы Марата Тимофеевича Мезенцева были связаны с теорией очерка и с другими проблемами публицистики. Особенно много он занимался прогнозирующей функцией журналистики, опубликовав по этой тематике ряд статей и две монографии: «Суждения о будущем в публицистическом тексте» в 1983-м и «Публицистический прогноз. Пути развития. Типология. Методы» в 1986 г. Затем на эту тему он написал докторскую диссертацию, прошедшую апробацию в Ростовском и Московском университетах, но, к сожалению, до защиты не доведенную. Его научные труды, статьи и монографии, опубликованные в местных и центральных издательствах, получили высокую оценку специалистов.
Одним из главных направлений исследований Мезенцева стало изучение творчества Михаила Шолохова. Его работа в этой области была масштабной и многогранной. Итогом многолетних исследований стала публикация научно-публицистического исследования «Судьба романов» (Самара, P.S. пресс, 1996), в котором Мезенцев представил результаты анализа обширного историко-литературного материала. В своей работе он пришёл к выводу о том, что при подготовке к печати романа «Тихий Дон» Михаил Шолохов использовал рукопись произведения талантливого русского писателя Фёдора Крюкова.
Эта книга вызвала широкий резонанс в научном сообществе и среди читателей. Однако опубликовать её в полном объёме в условиях советской цензуры оказалось невозможно. Мезенцеву пришлось столкнуться с множеством препятствий, но он не сдался и продолжал работать над своим исследованием. Публикация книги готовилась в журнале «Знамя», но после долгого согласования рукописи была отклонена его главным редактором писателем Г.Баклановым, побоявшимся напечатать исследование. Отрывки из книги под названием «Судьба архива Фёдора Крюкова» были опубликованы в районной газете Волгоградской области «Коммунистический путь» в 1988 году. Эта публикация стала прологом к легализации осенью следующего года проблемы авторства «Тихого Дона» уже во всесоюзном масштабе.
Отрывки из 14-й и 15-й глав книги «Судьба романов» были опубликованы в статье «Ещё жива придуманная правда» в газете «За советскую науку» в 1990 году. В 1991 году исследование Мезенцева получило серьёзную презентацию в журнале «Вопросы литературы», где была напечатана статья «Судьба романа» в разделе «Дискуссионная трибуна» — «„Шолоховский вопрос“: продолжение разговора». Книга получили высокую оценку литературоведов, вызвав широкую дискуссию
Ещё одной важной работой Мезенцева стало исследование «Молодой Шолохов», опубликованное в газете «Вечерний Ростов» в 1991 году. В этой статье учёный представил интересные биографические подробности из жизни Михаила Шолохова, ввёл в научный оборот большое число архивных документов и убедительно пересмотрел год рождения писателя.
Споры об авторстве романа «Тихий Дон» не утихают, и работа Мезенцева «Судьба романов» стала важным вкладом в их изучение. У наследников Мезенцева остались неопубликованные работы, которые, несомненно, будут интересны и полезны для будущих поколений исследователей.
Марат Тимофеевич Мезенцев оставил яркий след в науке и журналистике. Его труды, посвящённые творчеству Михаила Шолохова, стали важной вехой в изучении русской литературы XX века.